# My Life with the Thrill Kill Kult
I My Life with the Thrill Kill Kult, a volte abbreviati The Thrill Kill Kult e con l'acronimo TKK, sono un gruppo musicale statunitense.
Il loro stile è una industrial dance che sconfina nella techno e nell'heavy metal. I loro testi trattano temi come il sesso, la droga e il satanismo con piglio goliardico e umoristico.

## Storia del gruppo
Nato a Chicago nel 1987, il gruppo prende il nome da un film che i due fondatori, ovvero Buzz McCoy e Groovie Mann (che fu un tecnico delle luci durante i concerti dei Ministry), tentarono invano di realizzare. Dopo essere stati scritturati dalla Wax Trax!, i TKK pubblicarono alcuni album ed EP fra cui Sexplosion! (1991), considerato uno dei loro album migliori e contenente Sex on Wheelz, probabilmente la loro traccia più famosa. Nel 1992 dichiararono di voler registrare un'ambiziosa rock opera intitolata Rendezvouz with Destiny e dedicata ai temi provocatori e occulti cari al gruppo. Tuttavia, tale progetto non venne mai portato a compimento. Dopo essere passati alla Interscope, incisero 13 Above The Night (1993) e Hit & Run Holiday (1995) per poi passare ad altre etichette. La formazione si esibì con altri artisti fra cui Marilyn Manson e i Siouxsie & the Banshees e la loro musica fu utilizzata in varie pellicole cinematografiche fra cui Fuga dal mondo dei sogni (1991) e Il corvo - The Crow (1994). Fra le altre pubblicazioni del gruppo vi sono Hit & Run Holiday (1995), che sembra ricreare le atmosfere dei film di serie B degli anni cinquanta, Gay, Black and Married (2005), non apprezzato tributo alla disco music, e The Filthiest Show in Town (2007), che si presenta come la "scena della vita notturna nei suoi lati oscuri, senza luci stroboscopiche, sfere da discoteca e nessuna menzione di droghe e diavoli". Nel 2009, i TKK inaugurarono la loro etichetta personale SleazeBox.

## Discografia
- 1988 – I See Good Spirits and I See Bad Spirits
- 1989 – Kooler Than Jesus
- 1990 – Confessions of a Knife...
- 1991 – Sexplosion!
- 1993 – 13 Above the Night
- 1995 – Hit & Run Holiday
- 1997 – A Crime for All Seasons
- 2001 – The Reincarnation of Luna
- 2005 – Gay, Black and Married
- 2007 – The Filthiest Show in Town
- 2009 – Death Threat
- 2014 – Spooky Tricks
- 2019 – In the House of Strange Affairs